# Cristian Guanca
Cristian David Guanca (Don Torcuato, Provincia de Buenos Aires; 26 de marzo de 1993) es un futbolista argentino. Juega de delantero y su equipo actual es Al-Shabab Club de la Liga Profesional Saudí.

## Trayectoria

### Chacarita Juniors
El delantero surgió de las inferiores del Chacarita Juniors donde debutó en el año 2010. luego de mucho esfuerzo y sacrificio en los entrenamientos logró consagrarse como titular en el primer equipo. Con su estilo de juego, sus goles y su amor por la camiseta se ganó el cariño de "La Famosa Banda de San Martín". Tras estar desde los 7 años de edad en Chacarita dejó el club para jugar en Primera División de Argentina y poder mostrar su calidad.

### Colón
Luego del trabajo hecho en Chacarita, llega a Colón dirigido por Darío Franco. Jugando para el sabalero le hizo un gol a Boca Juniors siendo muy recordado por la gente del club, debutó en primera con Colón y disputó 20 partidos marcando 3 goles en la liga argentina.

### Club Sport Emelec
Para la temporada 2016 luego de tantos rumores se oficializa como nuevo jugador del Club Sport Emelec que en su página oficial decía lo siguiente: "El media punta Cristian Guanca, de nacionalidad argentina, es el nuevo refuerzo del C.S Emelec. El hábil jugador llega a préstamo por un año con opción de compra. Guanca también se desempeñó como enganche en Colón y Chacarita Juniors en Argentina y a partir de hoy estará a disposición del profesor Omar De Felippe en la concentración en Luján." 
Su primer gol de la casaca del Club Sport Emelec, lo hizo contra el Club Olimpia en Asunción por la Copa Libertadores 2016.

### Kasımpaşa Spor Kulübü
El Kasımpaşa SK cumplió con todas las trabas que ponía el CS Emelec para cederlo esta temporada, Club Atlético Colón y Club Atlético Chacarita Juniors, clubes que son dueños de sus derechos 50-50. Él pasa al equipo turco un año a préstamo con opción a compra, cuyo valor es de US$ 3,000,000 Millones.

### Retorno a Colón
En julio de 2017 volvió al sabalero tras no adaptarse al club turco. en agosto en un amistoso le convierte un gol de tiro libre a Boca Juniors.

## Selección nacional

### Selección nacional Sub-20
Guanca fue convocado por el cuerpo técnico de la selección juvenil de Argentina comandada por Walter Perazzo a la preselección Sub-20 que competiría tanto en el Mundial de Colombia como en los Juegos Panamericanos de Guadalajara, y aunque finalmente no quedó en los planteles definitivos -debido a que el torneo de la B nacional estaba en disputa y él era un jugador fundamental para el equipo- el seguimiento de su juego por parte de los formadores juveniles ha sido una constante.
Marcelo Trobbiani dio a conocer su primera lista de jugadores que estarán entrenando en el predio de AFA. Entre los juveniles fue convocado el juvenil de Chacarita, Cristian Guanca, y dentro de los más destacados citados por el flamante entrenador de la Selección Sub-20 sobresalen, Lucas Ocampos y el delantero de Instituto, Paulo Dybala, todos entrenando en el predio perteneciente a la Asociación del Fútbol Argentino para comenzar a entrenar bajo las órdenes de Trobbiani. Los jugadores iniciaron la preparación de cara al Sudamericano 2013 que comenzó en enero y se disputó en Argentina.

## Estadísticas

### Clubes
Actualizado hasta su último partido disputado el 28 de febrero de 2025.
| Club                                    | Div.          | Temporada     | Liga  | Liga  | Liga   | Copas nacionales | Copas nacionales | Copas nacionales | Copas internacionales | Copas internacionales | Copas internacionales | Total | Total | Total  |
| Club                                    | Div.          | Temporada     | Part. | Goles | Asist. | Part.            | Goles            | Asist.           | Part.                 | Goles                 | Asist.                | Part. | Goles | Asist. |
| --------------------------------------- | ------------- | ------------- | ----- | ----- | ------ | ---------------- | ---------------- | ---------------- | --------------------- | --------------------- | --------------------- | ----- | ----- | ------ |
| Chacarita Juniors Argentina             | 2.ª           | 2010-11       | 11    | 1     | 0      | —                | —                | —                | —                     | —                     | —                     | 11    | 1     | 0      |
| Chacarita Juniors Argentina             | 2.ª           | 2011-12       | 22    | 1     | 0      | —                | —                | —                | —                     | —                     | —                     | 22    | 1     | 0      |
| Chacarita Juniors Argentina             | 3.ª           | 2012-13       | 14    | 2     | 0      | 2                | 1                | 0                | —                     | —                     | —                     | 16    | 3     | 0      |
| Chacarita Juniors Argentina             | 3.ª           | 2013-14       | 34    | 2     | 0      | 2                | 0                | 0                | —                     | —                     | —                     | 36    | 2     | 0      |
| Chacarita Juniors Argentina             | 3.ª           | 2014          | 11    | 4     | 0      | —                | —                | —                | —                     | —                     | —                     | 11    | 4     | 0      |
| Chacarita Juniors Argentina             | Total club    | Total club    | 92    | 10    | 0      | 4                | 1                | 0                | 0                     | 0                     | 0                     | 96    | 11    | 0      |
| C. A. Colón Argentina                   | 1.ª           | 2015          | 22    | 3     | 0      | 1                | 0                | 0                | —                     | —                     | —                     | 23    | 3     | 0      |
| C. S. Emelec · Ecuador                  | 1.ª           | 2016          | 44    | 21    | 4      | —                | —                | —                | 9                     | 2                     | 0                     | 53    | 23    | 4      |
| C. S. Emelec · Ecuador                  | Total club    | Total club    | 44    | 21    | 4      | 0                | 0                | 0                | 9                     | 2                     | 0                     | 53    | 23    | 4      |
| Kasımpaşa S. K. Turquía                 | 1.ª           | 2016-17       | 12    | 2     | 2      | 4                | 1                | 0                | —                     | —                     | —                     | 16    | 3     | 2      |
| Kasımpaşa S. K. Turquía                 | Total club    | Total club    | 12    | 2     | 2      | 4                | 1                | 0                | 0                     | 0                     | 0                     | 16    | 3     | 2      |
| C. A. Colón Argentina                   | 1.ª           | 2017-18       | 24    | 1     | 4      | 1                | 0                | 0                | 2                     | 0                     | 0                     | 27    | 1     | 4      |
| C. A. Colón Argentina                   | Total club    | Total club    | 46    | 4     | 4      | 2                | 0                | 0                | 2                     | 0                     | 0                     | 50    | 4     | 4      |
| Al-Ettifaq Arabia Saudita               | 1.ª           | 2018-19       | 29    | 14    | 3      | 2                | 1                | 0                | —                     | —                     | —                     | 31    | 15    | 3      |
| Al-Ettifaq Arabia Saudita               | Total club    | Total club    | 29    | 14    | 3      | 2                | 1                | 0                | 0                     | 0                     | 0                     | 31    | 15    | 3      |
| Al-Shabab Arabia Saudita                | 1.ª           | 2019-20       | 30    | 11    | 5      | 1                | 0                | 1                | 2                     | 2                     | 0                     | 33    | 13    | 6      |
| Al-Shabab Arabia Saudita                | 1.ª           | 2020-21       | 28    | 17    | 5      | 1                | 0                | 0                | 1                     | 1                     | 0                     | 30    | 18    | 5      |
| Al-Ain F. C. · Emiratos Árabes Unidos   | 1.ª           | 2021-22       | 25    | 8     | 8      | 7                | 3                | 1                | —                     | —                     | —                     | 32    | 11    | 9      |
| Al-Ain F. C. · Emiratos Árabes Unidos   | Total club    | Total club    | 25    | 8     | 8      | 7                | 3                | 1                | 0                     | 0                     | 0                     | 32    | 11    | 9      |
| Al-Shabab Arabia Saudita                | 1.ª           | 2022-23       | 29    | 13    | 3      | 1                | 0                | 0                | 2                     | 0                     | 0                     | 32    | 13    | 3      |
| Al-Wahda F. C. · Emiratos Árabes Unidos | 1.ª           | 2023-24       | 10    | 2     | 2      | 4                | 3                | 1                | 4                     | 1                     | 0                     | 18    | 6     | 3      |
| Al-Wahda F. C. · Emiratos Árabes Unidos | Total club    | Total club    | 10    | 2     | 2      | 4                | 3                | 1                | 4                     | 1                     | 0                     | 18    | 6     | 3      |
| Al-Taawoun F. C. Arabia Saudita         | 1.ª           | 2023-24       | 14    | 0     | 1      | —                | —                | —                | —                     | —                     | —                     | 14    | 0     | 1      |
| Al-Taawoun F. C. Arabia Saudita         | Total club    | Total club    | 14    | 0     | 1      | 0                | 0                | 0                | 0                     | 0                     | 0                     | 14    | 0     | 1      |
| Al-Shabab Arabia Saudita                | 1.ª           | 2024-25       | 23    | 6     | 6      | 3                | 0                | 2                | —                     | —                     | —                     | 26    | 6     | 8      |
| Al-Shabab Arabia Saudita                | Total club    | Total club    | 110   | 47    | 19     | 6                | 0                | 3                | 5                     | 3                     | 0                     | 121   | 50    | 22     |
| Total carrera                           | Total carrera | Total carrera | 382   | 108   | 43     | 29               | 9                | 5                | 20                    | 6                     | 0                     | 431   | 123   | 48     |
| 1. 2.                                   |               |               |       |       |        |                  |                  |                  |                       |                       |                       |       |       |        |

### Hat-tricks
| 1 | 3 de abril de 2021 | Estadio Príncipe Mohamed bin Fahd, Dammam | Al-Ettifaq - Al-Fayha F. C. |  | 3 - 0 | Liga Profesional Saudí 2018-19 |